# Sunder Nix
Sunder L. Nix (* 2. Dezember 1961 in Birmingham, Alabama) ist ein ehemaliger US-amerikanischer Leichtathlet und Olympiasieger.
Als Weltjahresbester im 400-Meter-Lauf des Jahres 1982 stellte Sunder Nix mit 44,68 s seine persönliche Bestzeit auf und verbesserte seine vorherige Bestleistung um fast eine Sekunde. 1983 konnte er sich bei den ersten Weltmeisterschaften nur knapp für das Finale qualifizieren. Im Finale lag er eingangs der Zielgeraden noch weit zurück, konnte aber noch zusetzen und gewann in 45,24 s die Bronzemedaille. Im Finale der 4-mal-400-Meter-Staffel übergab Sunder Nix als zweiter Läufer an Willie Smith, der dann allerdings stürzte, sodass die Staffel „nur“ Sechste wurde.
Bei den Olympischen Spielen 1984 belegte Nix in 44,75 s den fünften Platz mit vier Hundertstelsekunden Rückstand auf Rang drei. Als Startläufer der US-amerikanischen Staffel lag Nix im Finale leicht zurück, aber Ray Armstead und Alonzo Babers liefen einen sicheren Vorsprung heraus, den Antonio McKay dann souverän zum Sieg laufen konnte.